# Euxesta
Genre
Synonymes
- Aloceuxesta Hendel, 1936[2]

Euxesta est un genre d'insectes diptères (mouches des fruits) de la famille des Tephritidae, originaire d'Amérique.

## Liste d'espèces
Selon BioLib (12 février 2020) :
- Euxesta abana Curran, 1935
- Euxesta abdominalis Loew, 1868
- Euxesta acuta Hendel, 1909
- Euxesta acuticornis Hendel, 1909
- Euxesta albitarsis Zetterstedt, 1838
- Euxesta alternans Loew, 1868
- Euxesta andina Brethes, 1922
- Euxesta anna Harriot, 1942
- Euxesta anomalipennis Malloch, 1933
- Euxesta apicalis Williston, 1896
- Euxesta arcuata Hendel, 1909
- Euxesta argentina Brethes, 1904
- Euxesta armaticornis Malloch, 1933
- Euxesta atlantica Ahlmark, 1995
- Euxesta atripes Loew, 1868
- Euxesta australis Lindner, 1928
- Euxesta bifasciata Becker, 1919
- Euxesta bilimeki Hendel, 1909
- Euxesta binotata Loew, 1868
- Euxesta brookmani Harriot, 1942
- Euxesta callona Steyskal, 1966
- Euxesta cavagnaroi Steyskal, 1966
- Euxesta chavannei Brethes, 1914
- Euxesta compta Cole, 1912
- Euxesta conserta Wulp, 1899
- Euxesta contorta Curran, 1935
- Euxesta eluta Loew, 1868
- Euxesta fenestrata Coquillett, 1904
- Euxesta fervida Curran, 1935
- Euxesta freyi Krivosheina & Krivosheina, 1997
- Euxesta galapagensis Curran, 1934
- Euxesta geminata Hendel, 1909
- Euxesta guianica Curran, 1934
- Euxesta halterata Malloch, 1933
- Euxesta hendeli Lindner, 1928
- Euxesta hyalipennis Malloch, 1932
- Euxesta insolita Hendel, 1909
- Euxesta juncta Coquillett, 1904
- Euxesta junctula Steyskal, 1968
- Euxesta lacteipennis Hendel, 1909
- Euxesta laffooni Steyskal, 1952
- Euxesta latifasciata Wulp, 1899
- Euxesta lunata Hendel, 1909
- Euxesta luteocesta Foote, 1960
- Euxesta lutzi Curran, 1935
- Euxesta maculata Hendel, 1909
- Euxesta magdalenae Cresson, 1924
- Euxesta major Wulp, 1899
- Euxesta minor Cresson, 1906
- Euxesta mitis Curran, 1931
- Euxesta nesiotis Steyskal, 1966
- Euxesta nigricans Wulp, 1899
- Euxesta nigriceps Curran, 1935
- Euxesta nitidiventris Loew, 1873
- Euxesta pacifica Steyskal, 1995
- Euxesta panamena Curran, 1935
- Euxesta pechumani Curran, 1938
- Euxesta penacamposi Steyskal, 1973
- Euxesta phoeba Steyskal, 1966
- Euxesta prima Osten Sacken, 1881
- Euxesta pruinosa Malloch, 1932
- Euxesta pulchella Cresson, 1906
- Euxesta punctipennis Enderlein, 1937
- Euxesta pusio Loew, 1868
- Euxesta quaternaria Loew, 1868
- Euxesta remota Cresson, 1924
- Euxesta riojana Brethes, 1922
- Euxesta rubida Curran, 1935
- Euxesta sanguinea Hendel, 1913
- Euxesta schineri Hendel, 1909
- Euxesta schnusei Hendel, 1909
- Euxesta schusteri Steyskal, 1966
- Euxesta scoriacea Loew, 1876
- Euxesta scoriacina Hendel, 1936
- Euxesta scutellaris Curran, 1935
- Euxesta sororcula Wiedemann, 1830
- Euxesta spodia Steyskal, 1966
- Euxesta spoliata Loew, 1868
- Euxesta stackelbergi Krivosheina & Krivosheina, 1995
- Euxesta stigma Hendel, 1909
- Euxesta stigmatias Loew, 1873
- Euxesta tenuissima Hendel, 1910
- Euxesta thomae Loew, 1868
- Euxesta undulata Hendel, 1913
- Euxesta wettsteini Hendel, 1909
- Euxesta willistoni Coquillett, 1900
- Euxesta xeres Curran, 1935
- Euxesta zacki Steyskal, 1986

Selon Catalogue of Life (12 février 2020) :
- Euxesta abana Curran, 1935
- Euxesta abdominalis Loew, 1868
- Euxesta acuta Hendel, 1909
- Euxesta acuticornis Hendel, 1909
- Euxesta albitarsis Zetterstedt, 1838
- Euxesta alternans Loew, 1868
- Euxesta anna Harriot, 1942
- Euxesta annonae (Fabricius, 1794)
- Euxesta antillarum (Macquart, 1851)
- Euxesta arcuata Hendel, 1909
- Euxesta argentina Brethes, 1904
- Euxesta atlantica Ahlmark, 1995
- Euxesta atripes Loew, 1868
- Euxesta australis Lindner, 1928
- Euxesta avala (Walker, 1849)
- Euxesta basalis (Walker, 1853)
- Euxesta bicolor (Cresson, 1906)
- Euxesta bifasciata Becker, 1919
- Euxesta bilimeki Hendel, 1909
- Euxesta binotata Loew, 1868
- Euxesta bipunctata (Macquart, 1835)
- Euxesta brookmani Harriot, 1942
- Euxesta calligyna (Bigot, 1857)
- Euxesta callona Steyskal, 1966
- Euxesta cavagnaroi Steyskal, 1966
- Euxesta chavannei Brethes, 1914
- Euxesta conserta Wulp, 1899
- Euxesta conspersa (Walker, 1858)
- Euxesta contorta Curran, 1935
- Euxesta costalis (Fabricius, 1794)
- Euxesta decisa (Walker, 1858)
- Euxesta eluta Loew, 1868
- Euxesta fenestrata Coquillett, 1904
- Euxesta fervida Curran, 1935
- Euxesta freyi Krivosheina & Krivosheina, 1997
- Euxesta fulvicornis (Bigot, 1886)
- Euxesta galapagensis Curran, 1934
- Euxesta geminata Hendel, 1909
- Euxesta guianica Curran, 1934
- Euxesta hendeli Lindner, 1928
- Euxesta hyalipennis Malloch, 1932
- Euxesta insolita Hendel, 1909
- Euxesta intermedia (Lynch Arribalzaga, 1881)
- Euxesta intrudens (Walker, 1858)
- Euxesta juncta Coquillett, 1904
- Euxesta junctula Steyskal, 1968
- Euxesta lacteipennis Hendel, 1909
- Euxesta laffooni Steyskal, 1952
- Euxesta latifasciata Wulp, 1899
- Euxesta leucomelas (Walker, 1861)
- Euxesta lunata Hendel, 1909
- Euxesta luteocesta Foote, 1960
- Euxesta lutzi Curran, 1935
- Euxesta macquarti (Schiner, 1868)
- Euxesta maculata Hendel, 1909
- Euxesta magdalenae Cresson, 1924
- Euxesta mazorca Steyskal, 1974
- Euxesta minor Cresson, 1906
- Euxesta mitis Curran, 1931
- Euxesta nesiotis Steyskal, 1966
- Euxesta nigricans Wulp, 1899
- Euxesta nigriceps Curran, 1935
- Euxesta nitidiventris Loew, 1873
- Euxesta notata (Wiedemann, 1830)
- Euxesta obliqua (Thomson, 1869)
- Euxesta pacifica Steyskal, 1995
- Euxesta panamena Curran, 1935
- Euxesta pechumani Curran, 1938
- Euxesta penacamposi Steyskal, 1973
- Euxesta phoeba Steyskal, 1966
- Euxesta pruinosa Malloch, 1932
- Euxesta pulchella Cresson, 1906
- Euxesta punctipennis Enderlein, 1937
- Euxesta pusio Loew, 1868
- Euxesta quaternaria Loew, 1868
- Euxesta remota Cresson, 1924
- Euxesta rubida Curran, 1935
- Euxesta sanguinea Hendel, 1913
- Euxesta schineri Hendel, 1909
- Euxesta schnusei Hendel, 1909
- Euxesta schusteri Steyskal, 1966
- Euxesta scoriacea Loew, 1876
- Euxesta scoriacina Hendel, 1936
- Euxesta scutellaris Curran, 1935
- Euxesta sororcula Wiedemann, 1830
- Euxesta spodia Steyskal, 1966
- Euxesta spoliata Loew, 1868
- Euxesta stackelbergi Krivosheina & Krivosheina, 1995
- Euxesta stigma Hendel, 1909
- Euxesta stigmatias Loew, 1868
- Euxesta tepocae (Cole, 1923)
- Euxesta thomae Loew, 1868
- Euxesta undulata Hendel, 1913
- Euxesta wettsteini Hendel, 1909
- Euxesta willistoni Coquillett, 1900
- Euxesta xeres Curran, 1935
- Euxesta zacki Steyskal, 1986

Selon ITIS (12 février 2020) :
- Euxesta abana Curran, 1935
- Euxesta abdominalis Loew, 1868
- Euxesta albitarsis Zetterstedt, 1838
- Euxesta alternans Loew, 1868
- Euxesta anna Harriot, 1942
- Euxesta annonae (Fabricius, 1794)
- Euxesta basalis (Walker, 1852)
- Euxesta bicolor (Cresson, 1906)
- Euxesta brookmani Harriot, 1942
- Euxesta contorta Curran, 1935
- Euxesta eluta Loew, 1868
- Euxesta fervida Curran, 1935
- Euxesta fulvicornis (Bigot, 1886)
- Euxesta juncta Coquillett, 1904
- Euxesta lutzi Curran, 1935
- Euxesta magdalenae Cresson, 1924
- Euxesta minor Cresson, 1906
- Euxesta nigriceps Curran, 1935
- Euxesta nitidiventris Loew, 1873
- Euxesta notata (Wiedemann, 1830)
- Euxesta pechumani Curran, 1938
- Euxesta pulchella Cresson, 1906
- Euxesta pusio Loew, 1868
- Euxesta quaternaria Loew, 1868
- Euxesta rubida Curran, 1935
- Euxesta sanguinea Hendel, 1913
- Euxesta scutellaris Curran, 1935
- Euxesta spoliata Loew, 1868
- Euxesta stigmatias Loew, 1868
- Euxesta thomae Loew, 1868
- Euxesta wettsteini Hendel
- Euxesta willistoni Coquillett, 1900
- Euxesta xeres Curran, 1935
- Euxesta zacki Steyskal, 1986